# Набедреник (облачення)

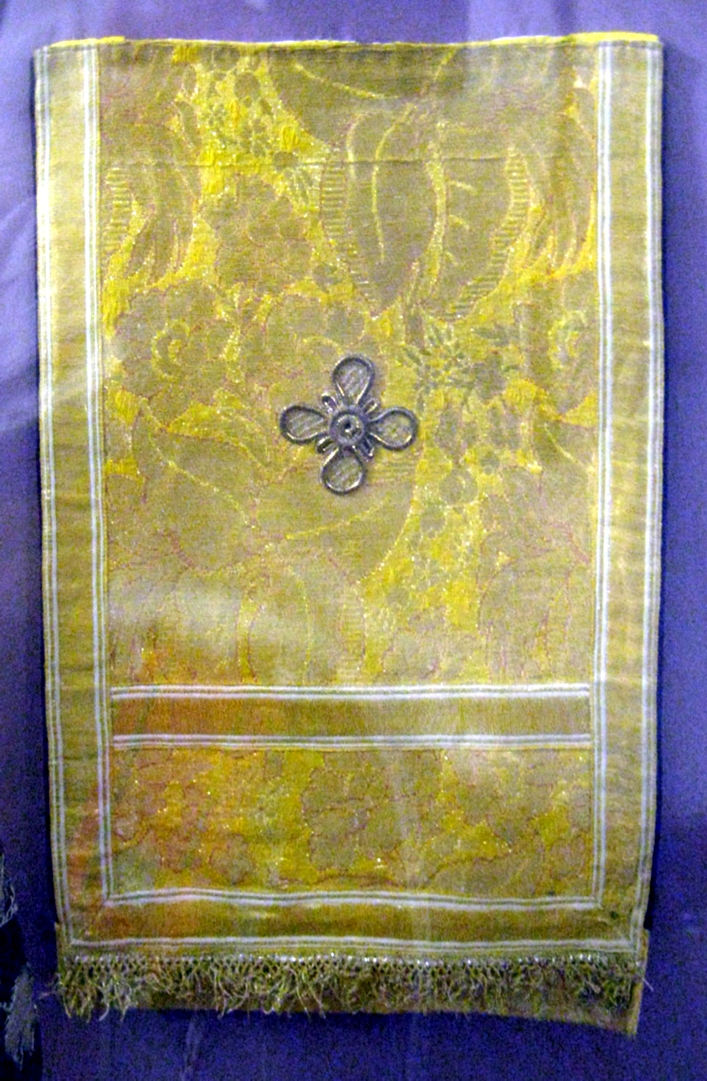
Набедреник XIX століття

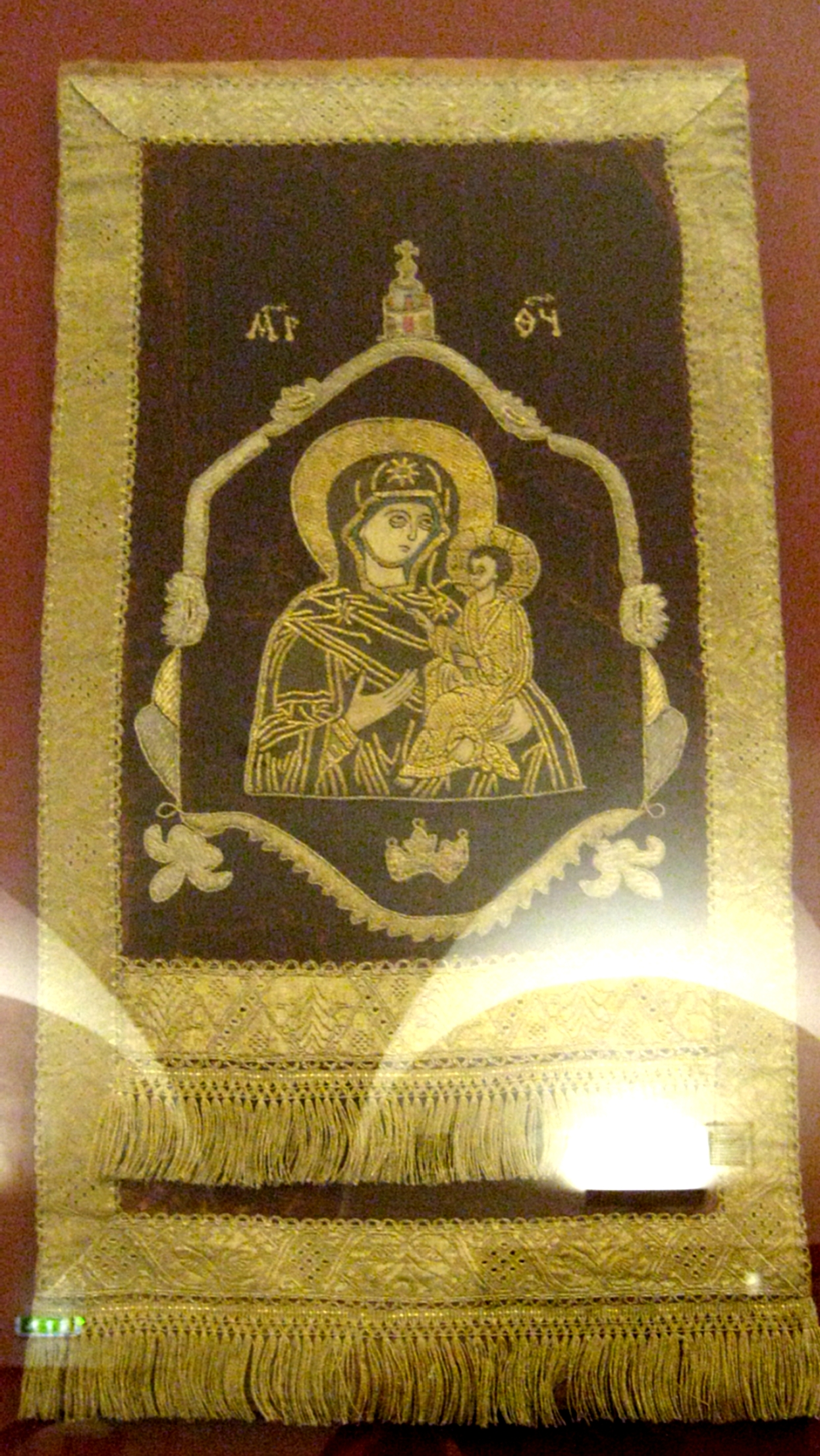
Набедреник XVII століття

Набе́дреник — складова богослужбового облачення православного чи греко-католицького священиків. Символізує — «меч духовний» (з грецької — єпиґонатій), себто Слово Боже, яким озброєний священнослужитель для боротьби з невір'ям і нечестям за правду і справедливість, і яке означає перемогу Господа над смертю. Надається священникам у нагороду за ревну й тривалу службу.

## Опис
Набедреник — це чотирикутний прямокутний плат матерії, який підвішується на стрічці за два кути через плече на правому стегні священнослужителя. Відіграє аналогічну роль як у єпископів палиця у вигляді ромба, яка підвішується за один кут зверху сакоса на правому стегні. За наявності палиці (у протоієрея та архімандрита) набедреник — на лівому стегні. За своїм символічним змістом і палиця, і набедреник символізують «меч духовний», тобто Слово Боже, виражене в чотирьох Євангеліях.
Історично процес формування сучасного списку одягу священства, необхідного для богослужіння, завершився, на загал, близько VI століття. На цей час в одязі священника вже вирізняються підризник, єпитрахиль і риза (або фелон). Ці три облачення є найдревнішими за своїм походженням.
В наш час поширені також інші елементи богослужбового одягу, право носити які єпископ надає священнослужителям як нагороду за старанну і довгу службу. Це — набедреник, палиця і митра, які були запозичені з візантійського світського костюма Середньовіччя. Палицю і набедреник носили імператор і вищі військові чини, як особливий плат, який захищав ногу від натирання піхвами з мечем. Згодом палиця була елементом тільки єпископського облачення, лише пізніше, починаючи з XVII століття нею стали нагороджувати деяких священиків.

## Набедреник в Російській православній церкві
Набедреник з'явився в Російській православній церкві в XVI столітті.
За матеріалами рукописів XVII століття, приналежністю архімандритів, ігуменів і протопопів був один тільки набедреник, без палиці. Однак архімандритам деяких знаменитих монастирів царськими, патріаршими (митрополичими) грамотами або грамотами єпархіальних архієреїв дарувалися права носіння одночасно палиці та набедреника. У «Нарисі історії Руської Церкви» майбутнього єп. Гермогена (Добронравина) згадується, що у 1561 році архімандрит Троїце-Сергієвої лаври перший отримав право служіння в митрі, набедренику, палиці і з рипідами. У 1651 році царем Олексієм Михайловичем аналогічні права були даровані архімандритові Соловецького монастиря. Так само протягом XVII століття архімандритам різних монастирів дарувалося право служіння як з однією «полицією», так і з «полицією і набедреником». При цьому будь-якої послідовності у наданні літургійних відмінностей не було: архімандриту могли надати право служіння в митрі («шапці сріблокованій»), з рипідами, «на килимі» і з осіненням свічками, але без палиці та набедреника.
У 1675 на Московському соборі було проведено упорядкування ієрархічних нагород. Можливо, під впливом присутніх на соборі представників грецьких помісних Церков, набедреник зник зі списку богослужбового облачення духовенства, в той час як палицю (у текстах постанов собору — «єпигонатій») одягали архімандрити трьох монастирів — Троїце-Сергієвого, Володимирського Різдвяного і Московського Чудового. Інші архімандрити, ігумени і протопресвітери могли носити єпигонатій тільки за даруванням з боку царя або патріарха. При цьому робилося суворе зауваження про неприпустимість самовільного присвоєння літургійних відзнак, що говорить про стихійний характер їх поширення. Однак відразу після собору даровані раніше архімандритам монастирів права носіння деяких архієрейських шат, включно з палицею та набедреником, були підтверджені.
З початком Синодального періоду і пов'язаного з цим перетворенням набедреника в нижчу літургійну нагороду надання архімандритам прав на носіння набедреника поступово зникає. Однак у 1780-ті Амвросієм (Подобєдовим) у його перебування архієпископом Крутицьким архімандритам Лужецького Можайського монастиря було «велено… носити мантію зі скрижалями, служити з набедреником, палицею, в шапці, на килимі і мати посох».
В наш час набедреник дається священикові (ієрею та ієромонаху) за ревне служіння Церкві як перша нагорода (зазвичай через 3 роки після рукопокладення), або відразу на хіротонії ставленика, котрий має семінарську духовну освіту. Нагородження перебуває у компетенції єпархіального архієрея і відбувається на Божественній літургії під час Малого входу.